# Shelburne, Vermont
Shelburne är en kommun (town) i Chittenden County i delstaten Vermont i USA. År 2000 hade Shelburne cirka 6 944 invånare.

## Kända personer från Shelburne
- John L. Barstow, politiker